# Blood at the Orpheum
Albums de In This Moment
Blood
(2012) Black Widow
(2014)
Blood at the Orpheum est le premier album live du groupe californien de metalcore In This Moment sorti le 21 janvier 2014 sur le label Century Media Records d'après le concert enregistré le 21 mai 2013 à l'Orpheum Theater de Madison.

## Liste des titres
| No  | Titre                        | Durée |
| --- | ---------------------------- | ----- |
| 1.  | It is Written                | 0:33  |
| 2.  | Rise with Me                 | 2:01  |
| 3.  | Adrenalize                   | 4:28  |
| 4.  | Interview Live DVD           | 0:41  |
| 5.  | Blazin'                      | 4:24  |
| 6.  | Interview Beast Within       | 0:47  |
| 7.  | Beast Within                 | 3:59  |
| 8.  | Beautiful Tragedy            | 5:56  |
| 9.  | Interview Into the Light     | 0:40  |
| 10. | Into the Light               | 5:42  |
| 11. | Interview The Best Crew Ever | 0:29  |
| 12. | The Blood Legion             | 4:16  |
| 13. | Interview Gunshow            | 0:26  |
| 14. | The Gun Show                 | 4:49  |
| 15. | Interview Whore              | 1:49  |
| 16. | Whore                        | 4:14  |
| 17. | Interview Burn               | 0:32  |
| 18. | Burn                         | 8:34  |
| 19. | Blood                        | 6:54  |